# Sân bay khu vực Qassim
Sân bay khu vực Qassim (tiếng Ả Rập: مطار القصيم الإقليمي) (IATA: ELQ, ICAO: OEGS) là một sân bay ở Buraidah, Ả Rập Xê Út. Sân bay này có 1 đường băng dài 3000 m bề mặt nhựa đường.

## Các hãng hàng không và các tuyến điểm
Các hãng hàng không sau đang hoạt động tại sân bay Gassim. Một số tuyến có tần suất mỗi tuần một chuyến.
- Saudi Arabian Airlines (Arar, Dammam, Jeddah, Jouf, Madinah, Rafah, Riyadh, Tabuk, Turaif)